# Yung Gravy
Мэтью Рэймонд Хаури (родился 19 марта 1996 года), более известный как Yung Gravy, — американский рэпер из Миннесоты, впервые получивший признание в 2017 году, после выпуска песни «Mr. Clean». С 2017 года рэпер завершил семь международных туров; выпустил один микстейп, три альбома и семь мини-альбомов. Yung Gravy часто записывает песни с канадским рэпером bbno$ и американским рэпером Chief Keef, а также с продюсером Y2K.

## Ранняя жизнь
Мэтью Хаури родился в Рочестере, штат Миннесота. Его отцом был швейцарско-американский доктор Питер Йоханнес Хаури (1933-2013) и его мать – доктор Синтия Кливленд Хаури. Хаури окончил среднюю школу Майо в 2014 году. Он учился в Висконсинском университете в Мэдисоне, штат Висконсин, и получил степень в области маркетинга в декабре 2017 года. Во время учебы в колледже, он, вдохновившись рэперами Lil Yachty и Lil Peep начал читать рэп и начал свою карьеру на SoundCloud. В 2016 году Yung Gravy уволился с работы и полностью посвятил себя созданию музыки.
Хаури имеет швейцарско-американское двойное гражданство.

## Музыкальный стиль
Музыкальный стиль Yung Gravy  представляет собой смесь современной трэп-музыки с соулом и 1950-х и 1960-х годов, а также фанк-музыки 1970-х и 1980-х годов. Например, его песня «Gravy Train» содержит сэмпл из песни Maxine Nightingale 1976 года «Right Back Where We Started From», а его прорывной хит «Mr. Clean» содержит семплы популярной песни 1954 года «Mr. Sandman» от The Chordettes.
Его музыкальный стиль был описан как юмористический, сатирический и веселый.
Yung Gravy вдохновляется музыкантами из нескольких жанров. Вдохновляется хип-хоп группами OutKast и Three 6 Mafia, а также соул-группами от Smokey Robinson до The Blackbyrds.

## Дискография
Студийные альбомы:
• Sensational (2019)
• Baby Gravy 2 (совместно с bbno$) (2020)
• Gasanova (2020)
• Marvelous (2022)
• Baby Gravy 3 (совместно с bbno$) 2023
Микстейпы:
Thanksgiving's Eve (2016)
Мини-альбомы:
Mr. Clean (2016)
Yung Gravity (2017)
Baby Gravy (совместно с bbno$) (2017)
Snow Cougar (2018)
Tracy's Ultimate Fitness Mix (2021)
Gravy Train Down Memory Lane: Side A (2021)
Gravy Train Down Memory Lane: Side B (2021)
Cake and Cognac (совместно Dillon Francis) (2022)